# Église catholique et franc-maçonnerie
 (avril 2023).
Église catholique et franc-maçonnerie entretiennent depuis la constitution des premières obédiences maçonniques des relations diverses selon les pays et les époques, jalonnées par plusieurs condamnations du Vatican.

## Historique
Depuis la bulle pontificale In eminenti apostolatus specula de 1738, le Saint-Siège affirme qu'il est incompatible d'appartenir à l'Église catholique et d'être franc-maçon.  Cependant la documentation historique démontre que malgré ces interdictions qui ne furent pas toujours appliquées dans tous les pays, de nombreux catholiques ont appartenu à la franc-maçonnerie. .
En Europe et en France, la différence d'application des interdictions successives a permis à de nombreux ecclésiastiques d'être membres de loges maçonniques parfois prestigieuses jusqu'à la Révolution française. La théorie selon laquelle un complot maçonnique aurait été responsable des révolutions libérales du XVIIIe siècle va ensuite accentuer les conflits, en France et en Belgique notamment, avec l’apparition d'un antimaçonnisme clérical virulent auquel s'oppose rapidement un anticléricalisme maçonnique intransigeant. 
Dans les pays protestants issus de l'Empire britannique, où la franc-maçonnerie a un rôle quasi officiel, ces conflits passent presque totalement inaperçus. En revanche, dans les pays où la religion catholique est majoritaire, voire religion d'État, les condamnations répétées du Vatican modifient peu à peu la composition des loges. Les catholiques pratiquants y deviennent progressivement minoritaires. En France et en Belgique, cette évolution sociologique conduit au XIXe siècle à la querelle du Grand Architecte de l'Univers et à l'apparition du courant maçonnique dit « libéral » qui prône la liberté de conscience.
Au cours du XXe siècle, diverses tentatives de rapprochement ont lieu, notamment après chacune des deux guerres mondiales. Malgré la remise en question du dogme par quelques dignitaires de l'Église et les modifications survenues dans le Code de droit canonique de 1983, la position officielle du clergé catholique n'a pas varié depuis la bulle de Léon XIII et son encyclique Humanum genus. Pour l'Église, les catholiques qui font partie de la franc-maçonnerie sont de fait excommuniés. Le Vatican persiste dans son interdiction et réaffirme le 13 novembre 2023 l'interdiction dans une feuille d'audience signée par le pape François